# Pomorje
Pomorje je (povijesna) pokrajina u sjeveroistočnom dijelu Njemačke i sjeverozapadnom dijelu Poljske. 
Područje povijesne pokrajine danas obuhvaća istočni dio njemačke pokrajine Mecklenburg-Zapadno Pomorje i poljska vojvodstva Zapadnopomeransko vojvodstvo, Pomeransko vojvodstvo i Kujavsko-pomeransko vojvodstvo. 
U literaturi se također može sresti naziv Pomeranija, što je zapravo slavizirani oblik od njemačkog Pommern, koji je opet njemački naziv za poljsko Pomorze, odnosno Pomorje.
- Mecklenburg-Zapadno Pomorje
- Zapadnopomeransko vojvodstvo
- Pomeransko vojvodstvo
- Kujavsko-pomeransko vojvodstvo